# Jarzé
Jarzé is een gemeente in het Franse departement Maine-et-Loire in de regio Pays de la Loire en telt 1401 inwoners (1999). De plaats maakt deel uit van het arrondissement Angers.

## Geschiedenis
De gemeente behoorde tot het kanton Seiches-sur-le-Loir, totdat dit op 22 maart 2015 werd opgeheven en de gemeente werd opgenomen in het kanton Angers-6. Op 1 januari 2016 werd Gennes als zelfstandige gemeente opgeheven en werd het de hoofdplaats van de huidige commune nouvelle Jarzé Villages.

## Geografie
De oppervlakte van Jarzé bedraagt 33,3 km², de bevolkingsdichtheid is 42,1 inwoners per km².
De onderstaande kaart toont de ligging van Jarzé met de belangrijkste infrastructuur en aangrenzende gemeenten.

## Demografie
Onderstaande figuur toont het verloop van het inwonertal.
Beauvau · Chaumont-d'Anjou · Jarzé · Lué-en-Baugeois